# 4662 Runk
4662 Runk eller 1984 HL är en asteroid i huvudbältet som upptäcktes den 19 april 1984 av den tjeckiske astronomen Antonín Mrkos vid Kleť-observatoriet i Tjeckien. Den är uppkallad efter Ferdinand Runk.
Asteroiden har en diameter på ungefär 16 kilometer.